# Ленина (Сычковский сельсовет)
Ле́нина (бел. Леніна) — агрогородок в составе Сычковского сельсовета Бобруйского района Могилёвской области Республики Беларусь.

## Население
- 1999 год — 684 человека
- 2010 год — 512 человек

## Фотогалерея

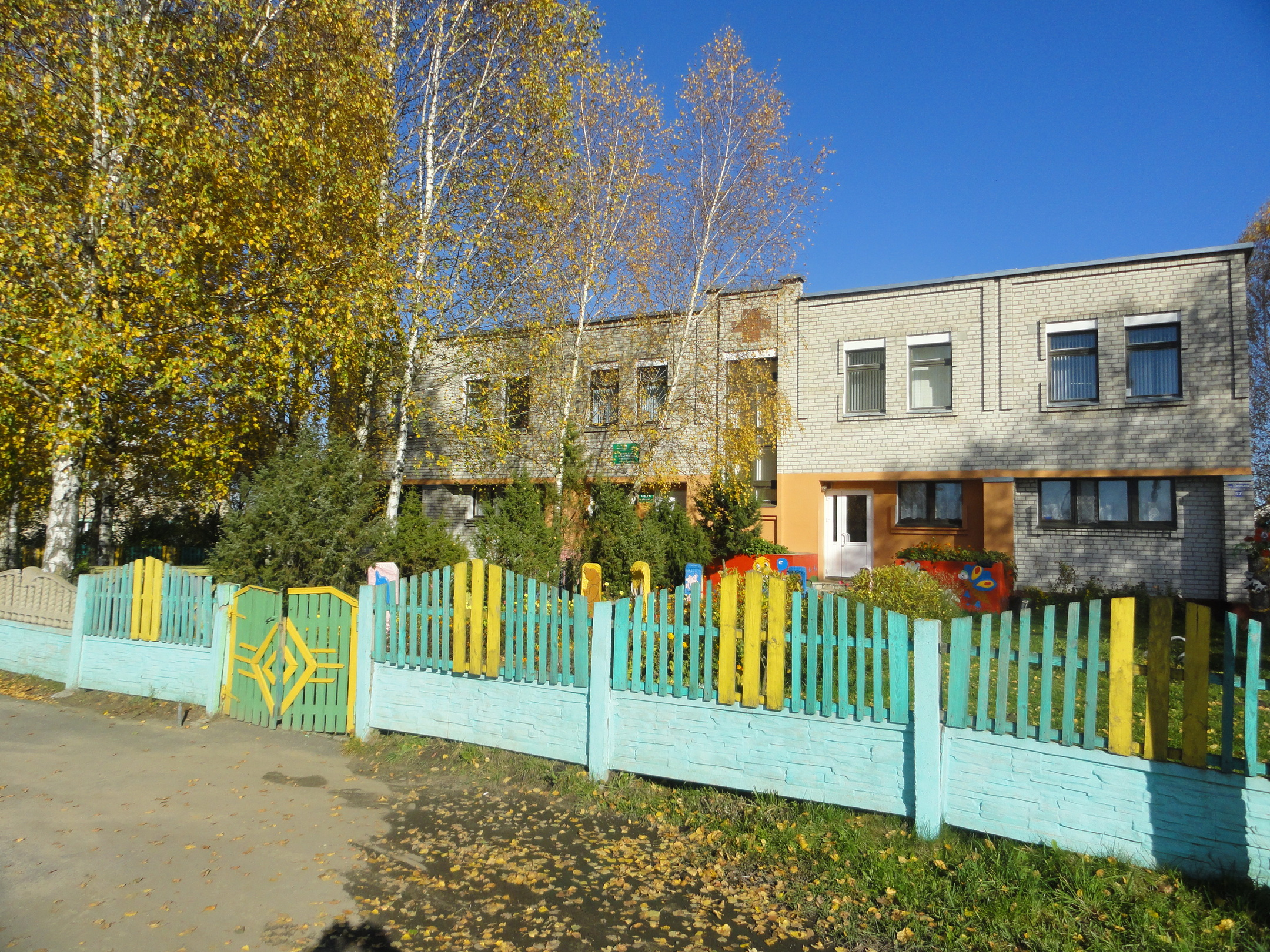
Амбулатория
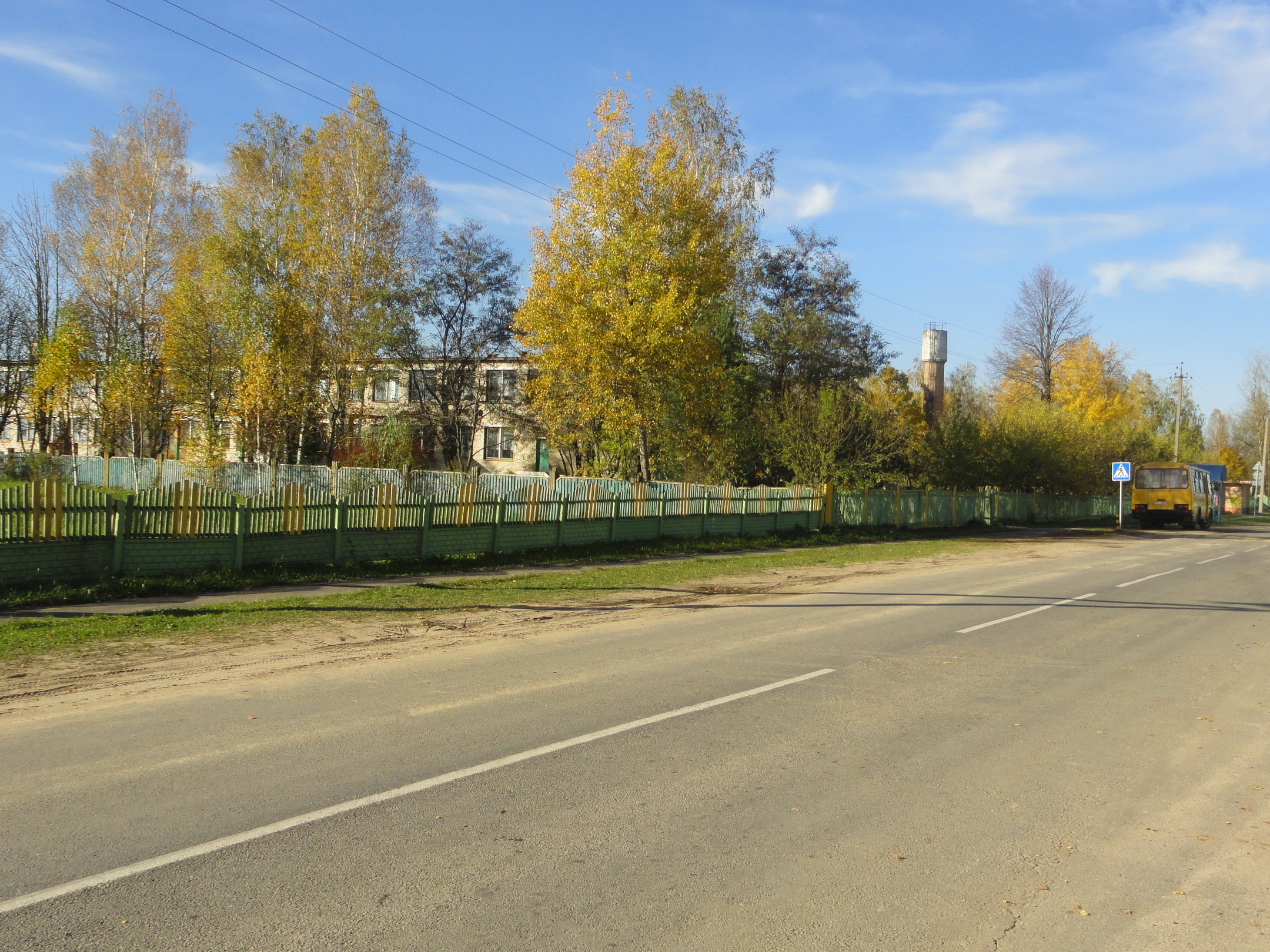
Школа
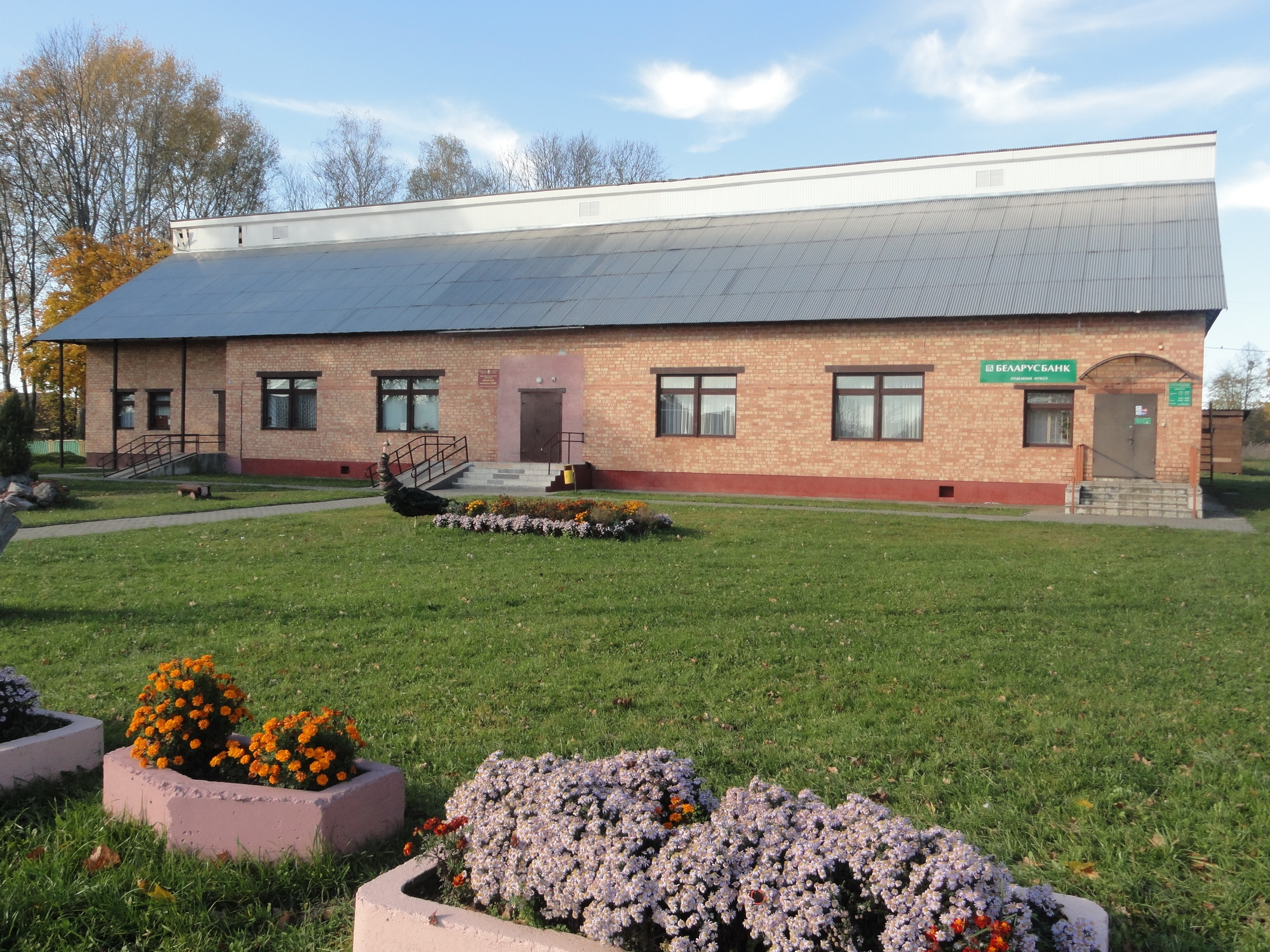
Клуб
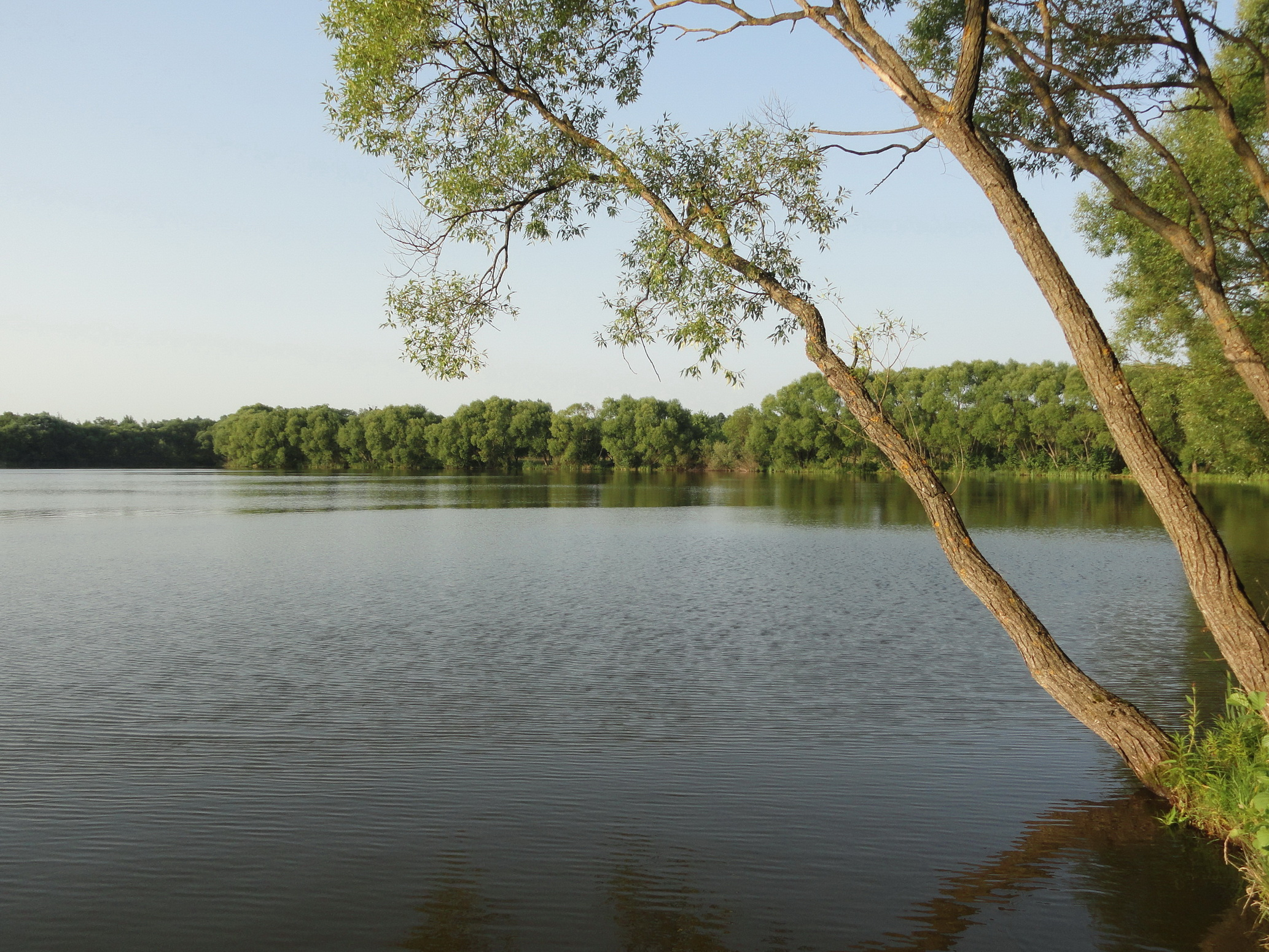
Водохранилище